# Portal de muralla (Santa Llogaia d'Àlguema)
El Portal de muralla és una obra de Santa Llogaia d'Àlguema (Alt Empordà) inclosa a l'Inventari del Patrimoni Arquitectònic de Catalunya.

## Descripció
A pocs metres de l'església i adossat a una casa hi ha les restes d'un dels portals, de l'antic recinte fortificat. Les restes que es conserven són les de dos arcs i els seus brancals, entre els quals s'aprecia l'espai per on passava el rastell. S'uneixen a un petit fragment de llenç que podria pertànyer a la part baixa d'una torre. En un dels carreus dels muntants, hi ha dues petites creus incises; una creu idèntica, és incisa en un altre carreu.

## Història
Les restes de l'antic portal són l'únic vestigi de les muralles de Santa Llogaia d'Àlguema. El traçat concèntric dels carrers recorda el caràcter original del nucli, emmurallat.
Les fortificacions de Santa Llogaia probablement desaparegueren durant l'aiguat del 1421.